# Over the Hedge
Over the Hedge (Brasil: Os Sem-Floresta / Portugal: Pular a Cerca) é um filme estadunidense de animação digital de 2006 do gênero comédia, baseado na tira em quadrinhos homônima criada por Michael Fry e T. Lewis para a United Media. Dirigido por Tim Johnson e Karey Kirkpatrick (em sua estreia na direção de longas-metragens) e produzido por Bonnie Arnold, o filme foi lançado em 19 de maio de 2006 nos Estados Unidos, em 7 de julho de 2006 no Brasil e em 13 de julho de 2006 em Portugal.
Grandes nomes do cinema e da televisão como Bruce Willis, Nick Nolte, Steve Carell, Thomas Haden Church, Allison Janney, William Shatner, Garry Shandling, Wanda Sykes, Eugene Levy e Catherine O'Hara, emprestaram suas vozes para os personagens do filme. A cantora canadense Avril Lavigne também emprestou sua voz para a personagem Heather, em seu primeiro trabalho no cinema.
Foi o primeiro filme da DreamWorks Animation a ser distribuído por outra empresa: a Paramount Pictures, que havia adquirido a DreamWorks SKG no mesmo ano. Over the Hedge recebeu críticas geralmente positivas dos críticos e se tornou um sucesso comercial, arrecadando US$ 339,8 milhões em todo o mundo contra seu orçamento estimado em US$ 80 milhões.

## Enredo
Enquanto procura comida, o guaxinim R.J. entra na caverna do urso Vincent que tem um carrinho cheio de comida humana retirada de uma parada de descanso próxima. R.J. acidentalmente acorda Vincent da hibernação e, em uma corrida para escapar, faz com que o carrinho caia da caverna ladeira abaixo e se espalhe pela estrada próxima onde é atropelado por um caminhão grande, acabando com toda a comida. Para evitar ser comido, R.J. promete a Vincent que substituirá completamente o estoque dentro de uma semana.
Posteriormente R.J. encontra um conjunto habitacional suburbano recentemente construído, separado de um pequeno trecho de floresta por uma grande cerca verde. Lá, ele descobre um bando de animais acordados recentemente de sua hibernação, liderados por Verne, a tartaruga; os outros incluem Hammy, o esquilo-vermelho, Stella, a gambá, o casal de porcos-espinhos Penny e Lou, junto com seus filhos trigêmeos, Spike, Bucky e Quillo; e Ozzie, o sariguê e sua filha Heather. Os animais estão assustados, pois a cidade foi construída durante a hibernação e eles temem que não possam procurar comida como antes. R.J. mostra a quantidade de alimento que os humanos consomem e desperdiçam e sugere que eles colham os alimentos; Verne hesita, mas os outros animais concordam. Eles fazem tentativas ousadas de roubar comida diretamente dos humanos sem saber que R.J. apenas está os usando para coletar comida para Vincent.
Depois de ter suas latas de lixos reviradas pelos animais e testemunhar outros ocorridos envolvendo as criaturas pela vizinhança, a presidente da associação de moradores das casas, Gladys Sharp, chama um exterminador de animais chamado Dwayne LaFontant para lidar com os animais, que também instala uma armadilha mortal e ilegal chamada "Depelter Turbo" em seu quintal. Verne vê isso e tenta avisar os outros, mas R.J. insiste que eles ficarão bem. Temendo pela segurança do bando, Verne tenta devolver toda a comida que roubaram; ele e R.J. discutem, causando um pequeno tumulto no conjunto habitacional durante uma perseguição com um cachorro grande e empolgante do vizinho chamado Nugent e destruindo toda a comida que R.J. havia coletado para depois dar à Vincent. Verne perde a confiança de seus amigos após dizer à R.J. que "eles são estúpidos demais para saber o que é melhor para eles" na frente de todos os animais durante uma segunda discussão.
Após pensar um tempo enquanto sozinho, Verne pensa sobre seus atos e faz as pazes com R.J. e pede desculpas aos animais, sendo recebido de volta por eles. R.J. convoca todos a invadir a casa de Gladys durante a noite antes de uma grande festa que ela pretende dar; R.J. faz com que Hammy desative o sistema anti-pragas para que eles possam atravessar o quintal. Com Stella disfarçada de gato para distrair o próprio gato de Gladys, Tiger, os outros entram na casa de Gladys e coletam toda a comida novamente. R.J. inadvertidamente revela sua verdadeira intenção aos animais, confessando que toda comida coletada será entregue a um urso em vez deles; eles são posteriormente descobertos por Gladys, que chama Dwayne para capturá-los. R.J. escapa com a comida, mas deixa os outros animais para serem capturados por Dwayne.
Enquanto R.J. leva a comida para Vincent, ele é consumido pelo remorso e, em vez disso, usa o carrinho lotado de comida para derrubar o furgão de Dwayne da estrada, onde está o restante dos animais, enfurecendo Vincent; Dwayne é nocauteado enquanto os animais se libertam e Spike, Bucky e Quillo usam as habilidades que aprenderam em um videogame com R.J. para conduzir o furgão de volta ao conjunto habitacional. Verne convence o grupo a perdoar R.J., uma vez que ele voltou para salvá-los, e eles o salvam de Vincent. Eles retornam com o veículo para o bairro, colidindo com a casa de Gladys, e os animais fogem de volta para a floresta. Gladys e Dwayne cercam nos animais de um lado, com um cortador de grama e um aguilhão de gado, respectivamente, enquanto Vincent, que ressurge, tenta golpeá-los do outro. Para escaparem, R.J. dá a Hammy uma bebida energética, permitindo que o esquilo hiperativo exceda a velocidade da luz; Hammy arma uma armadilha para que Vincent, Gladys, e Dwayne sejam capturados pela armadilha "Depelter Turbo" enquanto os animais escapam, o que dá certo. A polícia e o controle dos animais chegam e Vincent é enviado para as Montanhas Rochosas, enquanto Gladys é presa por contratar o uso do "Depelter Turbo" ilegalmente; Dwayne tenta fugir da polícia pulando uma cerca de madeira para uma casa vizinha, mas é surpreendido por Nugent, que o morde na perna.
R.J. e Verne pedem desculpas um ao outro e R.J. é aceito como novo membro do grupo, assim como Tiger, que fica apaixonado por Stella mesmo depois de saber que ela é uma doninha. Verne percebe que eles não tiveram a chance de procurar comida até Hammy revelar que, enquanto estava na velocidade da luz, ele coletou nozes suficientes para si mesmo para consumo durante um ano.
Em uma cena pós-créditos, o grupo vai para a máquina de venda de comida automática do início do filme e R.J. faz com que vários salgadinhos caiam para a porta do aparelho. No entanto, a pilha grande impede a abertura do compartimento, frustando novamente o guaxinim.

## Elenco original
- RJ - Bruce Willis
- Vincent - Nick Nolte
- Verne - Garry Shandling
- Hammy - Steve Carell
- Stella - Wanda Sykes
- Lou - Eugene Levy
- Penny - Catherine O'Hara
- Heather - Avril Lavigne
- Ozzie - William Shatner
- Tiger - Omid Djalili
- Gladys - Allison Janney
- Dwayne - Thomas Haden Church
- Debbie - Debra Wilson
- Bucky - Sami Kirkpatrick
- Quillo - Madison Davenport
- Spike - Shane Baumel

## Produção

### Desenvolvimento
O filme foi originalmente concebido na 20th Century Fox por meio de sua divisão de animação, a Fox Animation Studios. A ideia do filme foi concebida quando Don Bluth e Gary Goldman mostraram a história em quadrinhos "Over the Hedge" de Michael Fry e T. Lewis ao seu chefe Chris Meledandri, que ficou impressionado com seu humor e adquiriu os direitos da história para o estúdio. Ele pediu à dupla de roteiristas Jeffrey Price e Peter S. Seaman que escrevessem o roteiro do projeto para a Fox Animation, até então liderada por Bluth e Goldman. No entanto, em fevereiro de 2001, devido ao desempenho decepcionante de seu recente filme Titan A.E., a Fox decidiu revender os direitos para a DreamWorks Animation através de Jeffrey Katzenberg.

### Seleção de elenco
Bill Murray e Harold Ramis foram inicialmente considerados como as vozes de RJ e Verne, respectivamente. Em julho de 2002, Jim Carrey foi anunciado para co-estrelar o filme como RJ, com Garry Shandling como Verne. No entanto, Carrey desistiu em outubro de 2004 e foi substituído por Bruce Willis. Também foi oferecido a Gene Wilder o papel de uma coruja no filme, mas ele recusou.

## Trilha sonora
A trilha sonora do filme foi lançada em 16 de maio de 2006, pela Epic Records. Rupert Gregson-Williams compôs a trilha sonora original, enquanto Ben Folds contribuiu com três canções originais, junto com uma reescrita de sua canção "Rockin' the Suburbs" e um cover de "Lost in the Supermarket" do The Clash.
| Faixa          | Título                    | Artista                                                       | Duração |
| -------------- | ------------------------- | ------------------------------------------------------------- | ------- |
| 1              | "Family of Me"            | Ben Folds                                                     | 1:28    |
| 2              | "RJ Enters the Cave"      | Rupert Gregson-Williams                                       | 4:37    |
| 3              | "The Family Awakes"       | Rupert Gregson-Williams                                       | 2:33    |
| 4              | "Heist"                   | Ben Folds                                                     | 3:02    |
| 5              | "Lost in the Supermarket" | Ben Folds (originalmente de The Clash)                        | 3:30    |
| 6              | "Let's Call It Steve"     | Rupert Gregson-Williams                                       | 3:40    |
| 7              | "Hammy Time"              | Michael Whitlock                                              | 2:28    |
| 8              | "Still"                   | Ben Folds                                                     | 2:38    |
| 9              | "Play?"                   | Rupert Gregson-Williams                                       | 1:49    |
| 10             | "Rockin' the Suburbs"     | Ben Folds (apresentando uma parte falada por William Shatner) | 4:57    |
| 11             | "The Inside Heist"        | Rupert Gregson-Williams                                       | 7:38    |
| 12             | "RJ Rescues His Family"   | Rupert Gregson-Williams                                       | 4:18    |
| 13             | "Still (Reprise)"         | Ben Folds                                                     | 6:07    |
| Duração total: | Duração total:            | Duração total:                                                | 48:45   |

## Lançamento
O filme seria lançado originalmente em novembro de 2005. No entanto, em dezembro de 2004, a data foi alterada para maio de 2006. Nesse meio tempo, a Paramount Pictures, empresa controladora da Viacom, havia adquirido a DreamWorks Pictures e suas subsidiárias, incluindo a DreamWorks Animation; com isso Over the Hedge tornou-se primeiro filme da DreamWorks Animation a ser distribuído pela Paramount.
O filme foi exibido como um "work-in-progress" em 29 de abril de 2006, no Festival Internacional de Cinema de Indianápolis e estreou em 30 de abril de 2006, em Los Angeles. Nick Nolte, Bruce Willis, Avril Lavigne, Garry Shandling, Wanda Sykes, Catherine O'Hara e Steve Carell compareceram à estreia. O filme foi lançado nos cinemas dos Estados Unidos em 19 de maio de 2006. Em alguns cinemas de Nova York e Los Angeles, foi acompanhado por um curta-metragem de animação da DreamWorks Animation, First Flight. O filme também foi exibido fora da competição em 21 de maio de 2006, no Festival de Cinema de Cannes.

### Home media
Over the Hedge foi lançado em DVD pela divisão de entretenimento doméstico recém-formada da DreamWorks Animation e pela Paramount Home Entertainment em 17 de outubro de 2006. Um curta-metragem baseado em Over the Hedge, intitulado Hammy's Boomerang Adventure, foi lançado com o DVD. O filme foi lançado em Blu-ray em 5 de fevereiro de 2019 pela Universal Pictures Home Entertainment como um produto exclusivo da rede Walmart, ganhando posteriormente um lançamento mais amplo em 4 de junho.

## Recepção

### Bilheteria
No fim de semana de estreia, o filme ficou em segundo lugar atrás de O Código Da Vinci, mas sua receita bruta de US$ 38.457.003 não correspondeu aos outros títulos da DreamWorks Animation lançados nos últimos anos. O filme teve uma média por sala de US$ 9.474 em 4.059 cinemas. Em seu segundo fim de semana, o filme caiu 30% para US$ 27.063.774 por uma média de US$ 6.612 de 4.093 cinemas expandidos e terminando em terceiro lugar, atrás de X-Men: The Last Stand e O Código Da Vinci. Em seu terceiro fim de semana, o filme se segurou bem com uma queda de 24% para US$ 20.647.284 e mais uma vez ficando em terceiro atrás de The Break-Up e X-Men: The Last Stand, com uma média de US$ 5.170 em 3.993 cinemas. O filme fechou em 4 de setembro de 2006, após 112 dias de lançamento, arrecadando US$ 155.019.340 nos Estados Unidos e Canadá, junto com US$ 180.983.656 internacionalmente para um total mundial de US$ 336.002.996 contra um orçamento de produção de US$ 80 milhões.

### Crítica
Com uma classificação de 75% de aprovação, o filme possui um "Certificado fresco" no agregador de críticas Rotten Tomatoes sob o seguinte consenso crítico: "Mesmo não sendo um clássico da animação, Over the Hedge é divertido e inteligente e as piadas atendem aos membros da família de todas as idades". No Metacritic, o filme tem uma classificação de 67/100, indicando "críticas geralmente favoráveis".
O crítico Frank Lovece do Film International Journal concluiu: "esta adaptação pastelão animada da história em quadrinhos filosoficamente satírica da DreamWorks gera um amontoado de risadas e possui uma história muito mais animada do que a maioria dos filmes de animação". Ken Fox da revista TV Guide chamou o filme de "uma sátira manhosa do americano consumista". Peter Bradshaw do jornal The Guardian escreveu uma crítica semelhante, dizendo: "O consumidor americano mimado e perdulário é satirizado nesta comédia de animação irregular da DreamWorks". Roger Ebert, do Chicago Sun-Times, deu ao filme três estrelas de quatro e disse que o filme "não está no nível de Finding Nemo ou Shrek, mas é muito divertido, muito bom de se ver e é cheio de energia e sorrisos".

## Prêmios e indicações
| Prêmios                                 | Prêmios                                     | Prêmios                         | Prêmios   | Prêmios |
| Prêmios                                 | Categoria                                   | Indicação                       | Resultado |         |
| --------------------------------------- | ------------------------------------------- | ------------------------------- | --------- | ------- |
| Annie Awards                            | Best Animated Feature                       |                                 | Indicado  |         |
| Annie Awards                            | Character Animation in a Feature Production | Kristof Serrand                 | Indicado  |         |
| Annie Awards                            | Character Design in a Feature Production    | Nicolas Marlet                  | Venceu    |         |
| Annie Awards                            | Directing in a Feature Production           | Tim Johnson & Karey Kirkpatrick | Venceu    |         |
| Annie Awards                            | Production Design in a Feature Production   | Paul Shardlow                   | Indicado  |         |
| Annie Awards                            | Storyboarding in a Feature Production       | Thom Enriquez                   | Indicado  |         |
| Annie Awards                            | Storyboarding in a Feature Production       | Gary Graham                     | Venceu    |         |
| Annie Awards                            | Voice Acting in a Feature Production        | Wanda Sykes                     | Indicado  |         |
| Critics' Choice Awards                  | Best Animated Feature                       |                                 | Indicado  |         |
| Kids' Choice Awards                     | Animated Movie                              |                                 | Indicado  |         |
| Kids' Choice Awards                     | Voice From an Animated Movie                | Bruce Willis                    | Indicado  |         |
| Online Film Critics Society Awards      | Best Animated FIlm                          |                                 | Indicado  |         |
| People's Choice Awards                  | Favorite Family Movie                       |                                 | Indicado  |         |
| Saturn Awards                           | Best Animated Film                          |                                 | Indicado  |         |
| Toronto Film Critics Association Awards | Best Animated Film                          |                                 | Indicado  |         |

## Franquia

### Jogos eletrônicos
Um videogame baseado no filme foi lançado em 9 de maio de 2006. Desenvolvido pela Edge of Reality, Beenox e Vicarious Visions, foi publicado pela Activision para PlayStation 2, Microsoft Windows, Xbox, GameCube, Nintendo DS e Game Boy Advance. Shane Baumel, Sami Kirkpatrick e Madison Davenport foram os únicos a reprisar seus papéis para o videogame enquanto todos os outros eram dublados por diferentes dubladores.
Três versões diferentes de Over the Hedge: Hammy Goes Nuts! foram lançados pela Activision no outono de 2006: um jogo de golfe em miniatura para Game Boy Advance, um jogo de ação e aventura para Nintendo DS e um jogo de plataforma para PlayStation Portable.

### Livros
A Scholastic publicou uma série de livros ilustrados relacionados ao filme. Over the Hedge: Meet the Neighbours e Over the Hedge: Movie Storybook foram ambos de autoria de Sarah Durkee e ilustrados por Michael Koelsch.

## Possível sequência
Em maio de 2007, o CEO da DreamWorks Animation, Jeffrey Katzenberg, disse que apesar de a empresa ter superado as expectativas da Wall Street durante o segundo trimestre consecutivo de 2007, o filme não teria sequência devido ao desempenho de bilheteria do filme, que embora foi um sucesso comercial ficou aquém das expectativas do estúdio.

Em outubro de 2010, um artigo foi postado no blog oficial Over the Hedge, explicando o que aconteceria se uma sequência fosse feita, dizendo que se a sequência não tivesse um desempenho tão bom quanto o primeiro filme, então a DreamWorks poderia perder dinheiro, e que uma sequência provavelmente não aconteceria até que a DreamWorks Animation fosse comprada por um grande estúdio, o que aconteceu em 2016, quando a NBCUniversal comprou a DreamWorks Animation.